# 王锦蛇
王锦蛇（学名：Elaphe carinata）为游蛇科锦蛇属的爬行动物，亦称棱鳞锦蛇、臭青公、臭青母，俗名菜花蛇、锦蛇、油菜花、臭黄蟒、王蟒蛇、黄蟒蛇、冠賽、香仔。

## 特征
长约2米左右，背面暗黄绿色，鳞片黄底黑缘，身体前半部还有30条左右黄色恒斜纹，腹面黄色，有黑色斑纹。
而不同基因使得王锦蛇的体色差别较大，如高黑，高黄，缺黑，缺黄，白化，在此处要提出的是，不同地域亚种的体色也不同，如德钦亚种就为黑色和白色的花纹。

## 分布
分布于越南北部、琉球群島、臺灣、馬祖、蘭嶼、高度2,000公尺以下之中低海拔地區，以及中国大陆的北京、天津、上海、江苏、浙江、安徽、福建、江西、河南、湖北、湖南、广东、广西、四川、贵州、云南、陕西、甘肃等地，一般生活于山地、丘陵的杂草荒地，平原亦有分布。其生存的海拔范围为海拔300至2,200米。该物种的模式产地在中国。

## 习性
王锦蛇无毒、主食為鸟卵、鼠类和其他蛇类，也吃毒蛇，其原因在于王锦蛇对蛇毒有一定抗性。
王锦蛇个体较大，性活泼、凶猛，行动敏捷，是无毒蛇中攻击性较强的种类。
遇到驚嚇時會從肛門腺分泌出帶有臭味的液體來嚇跑敵人，故又名臭青母或臭青公。

## 保护
本种的野外群于2023年被收录入《有重要生态、科学、社会价值的陆生野生动物名录》。